# Club de Campo Granadilla
El Club de Campo Granadilla es un club deportivo de la ciudad de Viña del Mar, Chile. Ubicado en el sector de Granadilla, a un costado de la laguna Sausalito, en su cancha de golf recibe el torneo más antiguo del país, el Abierto Internacional de Golf. Además del golf, el club cuenta con instalaciones para la práctica de tenis, squash, paddle tennis, una piscina y una multicancha.

## Historia
En 1897 un grupo de inmigrantes británicos fundaron el Valparaíso Golf Club, cuyas instalaciones se encontraban en el Valparaíso Sporting Club, en un campo de 9 hoyos. En 1910 ocuparon terrenos en el sector de Miraflores, para contar con otros 9 hoyos adicionales.
En el año 1920 compraron un terreno en el sector de Granadilla, donde se constituyó un campo de golf de 18 hoyos, que fue finalmente inaugurado el 15 de agosto de 1922.